# غريس كوميسكي
غريس كوميسكي (بالإنجليزية: Grace Comiskey)‏ هي لاعب كرة قاعدة أمريكية، ولدت في 1894، وتوفيت في 10 ديسمبر 1956.